# Giải cầu lông Việt Nam mở rộng
Giải cầu lông Việt Nam mở rộng là một giải đấu cầu lông quốc tế được tổ chức tại Việt Nam từ năm 1996.
Chức vô địch đôi nam giải Việt Nam mở rộng năm 1996 là danh hiệu quốc tế đầu tiên của đôi vợt nam Lee Wan Wah và Choong Tan Fook, đôi sau này trở thành cặp đôi huyền thoại của Malaysia. Sau lần tổ chức năm 1997, giải đấu bị gián đoạn trong suốt 8 năm, trước khi được tái tổ chức vào năm 2006.
Năm 2007, giải Việt Nam mở rộng trở thành giải đấu thuộc hệ thống giải Grand Prix của Liên đoàn cầu lông thế giới (BWF).

## Các chức vô địch
| Năm       | Đơn nam                 | Đơn nữ                   | Đôi nam                              | Đôi nữ                                          | Đôi nam nữ                                  |
| --------- | ----------------------- | ------------------------ | ------------------------------------ | ----------------------------------------------- | ------------------------------------------- |
| 1996      | Nunung Subandoro        | Zeng Yaqiong             | Choong Tan Fook Lee Wan Wah          | Peng Xingyong Zhang Jin                         | Liu Yong Zhang Jin                          |
| 1997      | Chen Gang               | Susi Susanti             | Ricky Achmad Subagdja Rexy Mainaky   | Eliza Nathanael Zelin Resiana                   | Rosalina Riseu Bambang Suprianto            |
| 1998 2005 | Không tổ chức           | Không tổ chức            | Không tổ chức                        | Không tổ chức                                   | Không tổ chức                               |
| 2006      | Andrew Smith            | Bae Seung-hee            | Yoo Yeon-seong Jeon Jun-bum          | Kim Jin-ock Lee Jung-mi                         | Yoo Yeon-seong Lee Jung-mi                  |
| 2007      | Roslin Hashim           | Zhu Jingjing             | Kwon Yi-goo Ko Sung-hyun             | Nathalia Christine Poluakan Yulianti Cj         | Tantowi Ahmad Yulianti Cj                   |
| 2008      | Nguyễn Tiến Minh        | Zhang Beiwen             | Choong Tan Fook Lee Wan Wah          | Shendy Puspa Irawati Meiliana Jauhari           | Tantowi Ahmad Shendy Puspa Irawati          |
| 2009      | Nguyễn Tiến Minh        | Fransisca Ratnasari      | Luluk Hadiyanto Joko Riyadi          | Anneke Feinya Agustine Annisa Wahyuni           | Flandy Limpele Cheng Wen-Hsing              |
| 2010      | Chen Yuekun             | Ratchanok Inthanon       | Mohammad Ahsan Bona Septano          | Ma Jin Zhong Qian xin                           | He Hanbin Ma Jin                            |
| 2011      | Nguyễn Tiến Minh        | Fu Mingtian              | Angga Pratama Ryan Agung Saputra     | Anneke Feinya Agustin Nitya Krishinda Maheswari | Vitaliy Durkin Nina Vislova                 |
| 2012      | Nguyễn Tiến Minh        | Porntip Buranaprasertsuk | Bodin Issara Maneepong Jongjit       | Pia Zebadiah Rizki Amelia Pradipta              | Markis Kido Pia Zebadiah                    |
| 2013      | Shon Wan-ho             | He Bingjiao              | Fran Kurniawan Bona Septano          | Ko A-ra Yoo Hae-won                             | Choi Sol-kyu Chae Yoo-jung                  |
| 2014      | Dionysius Hayom Rumbaka | Nozomi Okuhara           | Andrei Adistia Hendra Aprida Gunawan | Maretha Dea Giovani Rosyita Eka Putri Sari      | Muhammad Rijal Vita Marissa                 |
| 2015      | Tommy Sugiarto          | Saena Kawakami           | Li Junhui Liu Yuchen                 | Jongkonphan Kittiharakul Rawinda Prajongjai     | Huang Kaixiang Huang Dongping               |
| 2016      | Wong Wing Ki            | Yeo Jia Min              | Lee Jhe-huei Lee Yang                | Della Destiara Haris Rosyita Eka Putri Sari     | Tan Kian Meng Lai Pei Jing                  |
| 2017      | Khosit Phetpradab       | Sayaka Takahashi         | Wahyu Nayaka Ade Yusuf               | Chayanit Chaladchalam Phataimas Muenwong        | Alfian Eko Prasetya Melati Daeva Oktavianti |
| 2018      | Shesar Hiren Rhustavito | Yeo Jia Min              | Ko Sung-hyun Shin Baek-cheol         | Misato Aratama Akane Watanabe                   | Nipitphon Phuangphuapet Savitree Amitrapai  |
| 2019      | Sourabh Verma           | Zhang Yiman              | Choi Sol-gyu Seo Seung-jae           | Della Destiara Haris Rizki Amelia Pradipta      | Guo Xinwa Zhang Shuxian                     |
| 2020      | Bị hủy                  | Bị hủy                   | Bị hủy                               | Bị hủy                                          | Bị hủy                                      |